# FC Barcelona (rugby)
 For alternative betydninger, se FC Barcelona (flertydig). (Se også artikler, som begynder med FC Barcelona)
FC Barcelona er en spansk rugby klub som spiller i den spanske 2. liga. Klubben har vundet to spanske mesterbkab; 1952–53 og 1953–54.